# ラジャ・アマシェ
ラジャ・アマシェ（ドイツ語: Raja Amasheh、1982年8月9日 - ）は、ドイツのプロボクサー、元キックボクサーである。ヨルダン・アンマン出身。元WBO女子世界スーパーフライ級王者。WBC女子同級ダイヤモンド王者。

## 来歴
ヨルダン・アンマンに生まれ、生後3ヶ月半でドイツ・ベルリンに移住。
2002年にキックボクシングを始め、WKA世界チャンピオンにもなった。
2007年にはアマチュアボクシングも始め、ドイツ選手権準優勝を2回記録した。
2008年にプロボクシング転向。
2008年11月29日、Oezlem Sahin戦でプロボクサーデビューするが引き分け。
2009年4月25日、Ancuta Suvac戦でプロボクシング初勝利。13連勝を挙げる。
2012年10月27日、Dendi Fleisに判定勝利し、WBF女子インターコンチネンタルフライ級王座を獲得。
2013年3月8日、Agnes Draxlerを5回TKOで降しWBF女子インターコンチネンタル王座初防衛。
2013年9月7日、エバ・ボラベルガーとのWBF女子世界スーパーフライ級王座決定戦に挑み、3-0判定でWBF世界王座獲得。
2014年5月17日、Susana Cruz PerezとWBC女子シルバー・WBF女子世界フライ級王座決定戦に挑み、3-0判定で2冠獲得。	
2014年10月11日、Amira Hamzaoui相手にWBCシルバー・WBF王座の初防衛戦に臨み、1-2判定で敗れるも無効試合になった。
2015年3月6日、ティラポーン・パンニミット相手にWBCシルバー王座の防衛戦を行い、3-0判定で勝利し2度目の防衛に成功。
2016年1月30日、初の海外遠征としてメキシコ・ロサリトにてアイリーン・オルシェウスキー相手に防衛戦を行い、3-0判定で3度目の防衛に成功。
2016年10月22日、オーストリア・ウィーンにてアナ・アラゾーラ相手に防衛戦を行うが、0-3判定で敗れ4度目の防衛に失敗。
2017年3月18日、Kleopatra Tolnaiと空位になったWBC女子世界フライ級シルバー王座決定戦に挑み、3-0判定で勝利しシルバー王座返り咲きを果たした。
2018年3月10日、WBO女子世界スーパーフライ級王座決定戦として小澤瑶生と対戦し、3-0判定で世界王座獲得。
2018年9月14日、リンダ・ルッカとWBO王座防衛とWBCダイヤモンド王座を懸けて対戦し、3-0判定でWBO王座初防衛とWBCダイヤモンド王座獲得に成功した。

## 獲得タイトル
- WBF女子インターコンチネンタルフライ級王座
- WBF女子世界スーパーフライ級王座
- WBC女子世界フライ級シルバー王座
- WBF女子世界フライ級王座
- WBA女子世界スーパーフライ級暫定王座（防衛4=剥奪）
- WBC女子世界スーパーフライ級ダイヤモンド王座